# شهرستان کیروفسکی (اوستیای شمالی)
شهرستان کیروفسکی (به لاتین: Kirovsky District) یک منطقهٔ مسکونی در روسیه است که در اوستیای شمالی-آلانیا واقع شده‌است.